# 옥암로
옥암로(Ogam-ro)는 전라남도 목포시 상동 하당 투썸플레이스 앞 에서 목포시 상동 공단삼거리 를 잇는 도로이다

## 주요 경유지
전라남도
- 목포시 (상동)

## 노선
| 이름                   | 접속 노선     | 소재지 | 소재지 | 비고 |
| ---------------------- | ------------- | ------ | ------ | ---- |
| (하당 투썸플레이스 앞) | 통일대로      | 목포시 | 상동   |      |
| (이름없음)             | 하당남부로    | 목포시 | 상동   |      |
| (부영아파트 교차로)    | 부흥로        | 목포시 | 상동   |      |
| (하당기아자동차사거리) | 신흥로        | 목포시 | 상동   |      |
| (SC제일은행 교차로)    | 백년대로      | 목포시 | 상동   |      |
| (이마트오거리)         | 하당로 양을로 | 목포시 | 상동   |      |
| (청호시장 입구)        | 석현로        | 목포시 | 상동   |      |
| 공단삼거리             | 영산로        | 목포시 | 상동   |      |
| 영산로565번길과 직결   |               |        |        |      |

## 주요 시설및 건물
- KT 호강정보 상동2호점 (옥암로 39/상동 1008)
- 이디야커피 목포부영점 (옥암로 42/옥암동 999)
- 기아자동차 하당대리점 (옥암로 53/상동 1001-3)
- S-OIL 태양주유소 (옥암로 54/옥암동 996)
- 엔제리너스 목포옥암점 (옥암로 82/옥암동 990-8)
- 제일은행 목포옥암점 (옥암로 83/상동 863-2)
- 메가박스 목포하당포르모 (옥암로 95/상동 860-1)
- 올리브영 목포옥암점 (옥암로 95/상동 860-1)
- 농협 목포무안신안축협 목포지점 (옥암로 94/옥암동 968)
- 맘스터치 신상동점 (옥암로 118/옥암동 959-10)
- 이마트 목포점 (옥암로 138/옥암동 915-25)
- 스타벅스 목포이마트점 (옥암로 138/옥암동 915-25)
- 한국교통안전공단 목포검사소 (옥암로 153/상동 713-22)
- 메가MGC커피  목포석현점 (옥암로 179/석현동 1188-27)
- 파리바게뜨 상동빌리앙뜨점 (옥암로 182/석현동 1173-2)
- 신협 꿀벌신협 본점 (옥암로 191/석현동 1168-18)